# Жевахов, Иван Семёнович
Князь Иван Семёнович Жевахов (1762—1837) — российский военачальник эпохи наполеоновских войн, генерал-майор Русской императорской армии.

## Биография

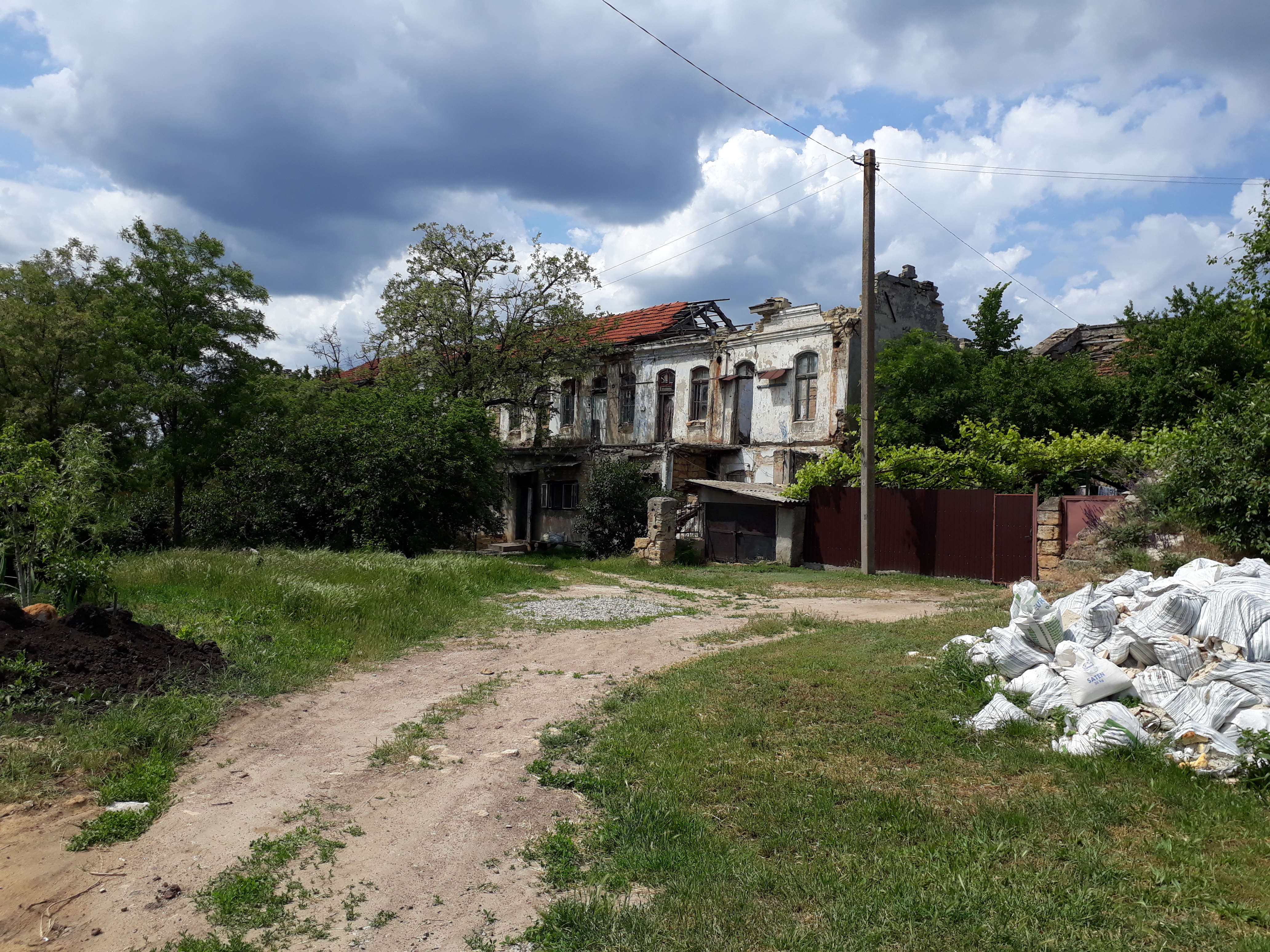
Заброшенная усадьба Жевахова в Латовке, Одесская область

Иван Жевахов родился в 1762 году; происходил из грузинских князей Джавахишвили.
В 1775 году был зачислен в Украинский 15-й гусарский полк кадетом.
В 1786 году Жевахов был удостоен офицерского чина: «полковой квартирмейстер с заслугой прапорщичьей и подпорутчичей чинов трех лет».
В 1777 году принимал участие в войне на Кавказе, в Русско-турецкой войне 1787—1791 г.г. (был ранен при штурме Очакова), в польских событиях 1792 года и, уже в звании полковника, в Войне четвёртой коалиции.

9 сентября 1807 года И. С. Жевахов за заслуги был отмечен командованием Орденом Святого Георгия 4-го класса: 
в воздаяние отличного мужества и храбрости, оказанных в сражении против французских войск при м.Броке, где, атаковал неприятельский отряд с такою неустрашимостью, что вместе с неприятельскими передовыми постами ворвался в местечко и сильно поражал там неприятеля, при чем убиты французский генерал Люкресе и адъютант маршала Бертье
20 мая 1808 года Жевахову было поручено командование Ахтырским гусарским полком, 31 января 1811 года он занял должность шефа Серпуховского драгунского полка.
За участие в боях с наполеоновской армией в ходе Отечественной войны 1812 года Жевахов был удостоен ордена Святого Владимира 3-й степени.
После изгнания Наполеона из пределов Российской империи принял участие в Войне шестой коалиции.
За ратные дела и умелые действия против французов 8 апреля 1813 года Жевахов был пожалован в генерал-майоры.
31 января 1817 года Жевахов был отправлен в почётную отставку по состоянию здоровья.
Князь Иван Семёнович Жевахов умер 24 июля 1837 года в городе Одессе.